# HD 129944
HD 129944，又名BD-22 3844，SAO 182857、HR 5499，是一颗恒星，视星等为5.81，位于銀經334.5，銀緯32.6，其B1900.0坐标为赤經14h 40m 22.2s，赤緯-22° 32.6′ 48″。